# Adam Stebłowski
Adam Stebłowski (ur. 24 grudnia 1896 w Zbruczu, zm. 28 lutego 1941 w Rothesay na wyspie Bute) – major dyplomowany lotnictwa Wojska Polskiego, prawnik, urzędnik konsularny.

## Życiorys
Urodził się 24 grudnia 1896 w Zbruczu, w powiecie płoskirowskim ówczesnej guberni podolskiej, w rodzinie Konstantego i Marii Julii z Brzezickich. W 1915 złożył maturę w gimnazjum klasycznym w Ostrogu i rozpoczął studia na Wydziale Filologicznym Uniwersytetu św. Włodzimierza w Kijowie.
28 stycznia 1916 został wcielony do Armii Imperium Rosyjskiego i przydzielony do 2 Aleksiejewskiej Szkoły Inżynieryjnej w Kijowie. 28 września 1916 ukończył szkołę i został mianowany chorążym. otrzymał awans na ppor. inż. (1917), przeniesiony do 33 oddziału aeronautycznego w którym pełnił służbę nawigatora balonowego, a następnie adiutanta jednostki. Po rewolucji październikowej (1917) wstąpił do polskiej 1 Dywizji Strzelców, z której został odesłany do dyspozycji dowództwa I Korpusu Polskiego, był komendantem Naczpolu przy dowództwie 33 Korpusu armii rosyjskiej, a po jego demobilizacji został przydzielony jako p.o. topografa do sztabu II Korpusu Polskiego (1918). Studiował na Uniwersytecie Odeskim.
W 1918 wstąpił do 4 Dywizji Strzelców Polskich i wraz z nią w 1919 powrócił do Polski. Służył w 2 kompanii saperów, następnie w 12 baonie saperów. W tym samym roku został przeniesiony do Wojsk Aeronautycznych i wyznaczony na stanowisko naczelnika wydziału IV (organizacja i wyszkolenie) Dowództwa Wojsk Aeronautycznych. 19 stycznia 1921 roku został zatwierdzony z dniem 1 kwietnia 1920 roku w stopniu porucznika, w Wojskach Lotniczych, w „grupie oficerów byłych Korpusów Wschodnich i byłej armii rosyjskiej”. Był kierownikiem Wydziału I (organizacyjno-szkolnego) w Sekcji 3 Departamentu III Żeglugi Powietrznej MSWojsk. W czasie wojny z bolszewikami służył jako oficer operacyjny 1 pułku aeronautycznego. W 1921 roku był II oficerem operacyjnym Szefostwa Aeronautyki Polowej Naczelnego Dowództwa WP. W tymże roku został zatwierdzony jako obserwator i pilot balonowy.
3 maja 1922 został zweryfikowany w stopniu kapitana ze starszeństwem z dniem 1 czerwca 1919 roku i 68. lokatą w korpusie oficerów aeronautyki. Jego oddziałem macierzystym był wówczas I batalion aeronautyczny w Poznaniu. 26 stycznia 1923, po ukończeniu I Kursu Doszkolenia Wyższej Szkoły Wojennej w Warszawie, Minister Spraw Wojskowych przyznał mu pełne kwalifikacje do pełnienia służby na stanowiskach Sztabu Generalnego. W 1923 pełnił służbę w Wydziale Balonowym Departamentu IV Żeglugi Powietrznej Ministerstwa Spraw Wojskowych na stanowisku kierownika referatu wyszkolenia. 1 kwietnia 1924 roku został przydzielony do Wojskowego Instytutu Naukowo-Wydawniczego na stanowisko referenta. Na tym stanowisku współpracował z „Belloną”, „Polską Zbrojną” i „Żołnierzem Polskim”, Lot Polski, przeniesiony na stanowisko sekretarza redakcji „Bellony” i „Przeglądu Wojskowego”. 1 grudnia 1924 awansował do stopnia majora ze starszeństwem z dniem 15 sierpnia 1924 i 24. lokatą w korpusie oficerów aeronautycznych. 4 marca 1925 został przeniesiony do Oddziału II SG na stanowisko referenta w Samodzielnym Referacie Ligi Narodów. 9 października 1925 uzyskał tytuł magistra prawa na Wydziale Prawa Uniwersytetu Warszawskiego. Z dniem 1 grudnia 1925 został przeniesiony do 1 batalionu balonowego w Toruniu na stanowisko zastępcy dowódcy. Z dniem 15 grudnia 1926 został przeniesiony do kadry oficerów lotnictwa i przydzielony Oddziału III Sztabu Generalnego na stanowisko kierownika referatu. Z dniem 30 listopada 1928 został przeniesiony w stan nieczynny na przeciąg 12 miesięcy.
W 1928 przeszedł do polskiej służby zagranicznej, pełniąc m.in. funkcje radcy poselstwa RP w Moskwie, jednocześnie pełniącego obowiązki kierownika Konsulatu Generalnego RP w Charkowie (1928–1932), a zarazem kierownika placówki wywiadowczej „Zet”, konsula generalnego w Tbilisi (1932–1933), radcy w Wydziale Wschodnim Departamentu Polityczno-Ekonomicznego MSZ (1933–1934), członka Górnośląskiej Komisji Mieszanej w Katowicach (1934–1937), oraz radcy referatu centralnoeuropejskiego w Wydziale Zachodnim Departamentu Polityczno-Ekonomicznego MSZ (1938–1939).
Od 15 stycznia do 4 września 1939 pełnił funkcję starosty działdowskiego. Po wybuchu II wojny światowej dotarł do Francji, gdzie został przyjęty do służby w PSZ. 11 grudnia 1939 został przydzielony do Centrum Wyszkolenia Saperów w Angers. We wrześniu 1940, po ewakuacji do Szkocji, został przeniesiony do Stacji Zbornej Oficerów Rothesay. Tam 28 lutego 1941 zmarł. Pochowany na Cmentarzu Komunalnym (grób nr 1804).
Był mężem Zofii z Hryniewieckich (zm. 1934).

## Ordery i odznaczenia
- Krzyż Kawalerski Orderu Odrodzenia Polski (10 listopada 1928)[14]
- Krzyż Walecznych (dwukrotnie)[15]
- Medal Niepodległości (9 listopada 1933)[16]
- Medal Pamiątkowy za Wojnę 1918–1921[17]
- Medal Dziesięciolecia Odzyskanej Niepodległości[17]
- Odznaka Honorowa PCK II klasy[2]
- Wielki Oficer Orderu św. Sawy (Jugosławia)[17]
- Krzyż Komandorski Orderu Gwiazdy Rumunii (Rumunia)[17]
- Krzyż Komandorski Orderu św. Aleksandra (Bułgaria)[17]
- Krzyż Komandorski Orderu św. Agaty (San Marino)[17]
- Krzyż Komandorski Order Korony Dębowej (Luksemburg)[17]
- Order Krzyża Orła III klasy (Estonia)[17]
- Order Estońskiego Czerwonego Krzyża III klasy (Estonia)[17]
- Order Grobu Świętego III klasy (Stolica Apostolska)[17]
- Order św. Stanisława III klasy (Imperium Rosyjskie)[15]
- Order Świętej Anny III klasy (Imperium Rosyjskie)[15]
- Order Świętej Anny IV klasy (Imperium Rosyjskie)[15]
- Krzyż Oficerski Orderu Gwiazdy Rumunii (Rumunia)[17]
- Medal Pamiątkowy Wielkiej Wojny (Francja)[17]
- Medal Pamiątkowy 1918–1928 (Łotwa)[17]
- Kawaler Krzyża Magistralnego św. Jana Jerozolimskiego (1938, SMOM)[17][15]
- Medal Zwycięstwa (Médaille Interalliée) (Francja)[17][15]